# Остров Иванова
О́стров Ивано́ва — остров архипелага Земля Франца-Иосифа. Административно относится к Приморскому району Архангельской области России.

## География
Расположен в северо-восточной части архипелага в 700 метрах от острова Райнера в районе мыса Бауэрмана.
Имеет вытянутую форму длиной около 600 метров, в центральной части находится невысокая скала. Ледового покрытия нет.

## История
Остров назван в честь русского полярника — Иванова Ивана Маркеловича.